# Ministère des Affaires sociales (Danemark)
Pour les articles homonymes, voir Ministère des Affaires sociales.
Le ministère des Affaires sociales (en danois : Socialministeriet est un ministère danois qui supervise la politique sociale du pays. Il est dirigé par Sophie Hæstorp Andersen depuis le 29 août 2024.

## Historique
Entre 2001 et 2007, le ministère des Affaires sociales est rattaché à celui de l'Égalité des chances. Entre 2007 et 2009, il est rattaché à ceux de l'Intérieur et de la Santé dans un ministère appelé « ministère du Bien-être social » (en plus de l'Égalité des chances). Entre 2009 et 2010, il est rattaché à celui de l'Intérieur pour former le « ministère de l'Intérieur et des Affaires sociales ». En 2011, le portefeuille de l'Intégration est rattaché au ministère, en 2013, celui de l'Enfance et en 2014 celui de l'Égalité des chances. En 2015, le ministère des Affaires sociales est à nouveau simplement rattaché au ministère de l'Intérieur. En 2016, il est rattaché au ministère de l'Enfance.

## Liste des ministres
| Nom | Nom                        | Gouvernement                                | Début du mandat   | Fin du mandat     |
| --- | -------------------------- | ------------------------------------------- | ----------------- | ----------------- |
|     | Hans Hedtoft               | Vilhelm Buhl II                             | 5 mai 1945        | 7 novembre 1945   |
|     | Søren P. Larsen            | Knud Kristensen                             | 7 novembre 1945   | 24 avril 1947     |
|     | Jens Sønderup              | Knud Kristensen                             | 24 avril 1947     | 13 novembre 1947  |
|     | Johan Strøm                | Hans Hedtoft I                              | 13 novembre 1947  | 30 octobre 1950   |
|     | Poul Sørensen              | Erik Eriksen                                | 30 octobre 1950   | 30 septembre 1953 |
|     | Johan Strøm                | Hans Hedtoft II et H. C. Hansen I           | 30 septembre 1953 | 28 octobre 1957   |
|     | Johan Strøm                | H. C. Hansen II                             | 28 octobre 1957   | 21 février 1960   |
|     | Julius Bomholt             | Viggo Kampmann I et II                      | 21 février 1960   | 7 septembre 1961  |
|     | Kaj Bundvad                | Viggo Kampmann II et Jens Otto Krag I et II | 7 septembre 1961  | 2 février 1968    |
|     | Nathalie Lind              | Hilmar Baunsgaard                           | 2 février 1968    | 11 octobre 1971   |
|     | Eva Gredal                 | Jens Otto Krag III et Anker Jørgensen I     | 11 octobre 1971   | 19 décembre 1973  |
|     | Jacob Sørensen             | Poul Hartling                               | 19 décembre 1973  | 13 février 1975   |
|     | Eva Gredal                 | Anker Jørgensen II                          | 13 février 1975   | 30 août 1978      |
|     | Erling Jensen              | Anker Jørgensen III                         | 30 août 1978      | 26 octobre 1979   |
|     | Ritt Bjerregaard           | Anker Jørgensen IV                          | 26 octobre 1979   | 30 décembre 1981  |
|     | Bent Hansen                | Anker Jørgensen V                           | 30 décembre 1981  | 27 avril 1982     |
|     | Bent Rold Andersen         | Anker Jørgensen V                           | 27 avril 1982     | 10 septembre 1982 |
|     | Palle Simonsen             | Schlüter I                                  | 10 septembre 1982 | 23 juillet 1984   |
|     | Elsebeth Kock-Petersen     | Schlüter I                                  | 23 juillet 1984   | 12 mars 1986      |
|     | Mimi Jakobsen              | Schlüter II                                 | 12 mars 1986      | 3 juin 1988       |
|     | Aase Olesen                | Schlüter III                                | 3 juin 1988       | 18 décembre 1990  |
|     | Else Winther Andersen      | Schlüter IV                                 | 18 décembre 1990  | 25 janvier 1993   |
|     | Karen Jespersen            | Nyrup Rasmussen I                           | 25 janvier 1993   | 28 janvier 1994   |
|     | Bente Juncker              | Nyrup Rasmussen I                           | 28 janvier 1994   | 11 février 1994   |
|     | Yvonne Herløv Andersen     | Nyrup Rasmussen I                           | 11 février 1994   | 27 septembre 1994 |
|     | Karen Jespersen            | Nyrup Rasmussen II, III et IV               | 27 septembre 1994 | 23 février 2000   |
|     | Henrik Dam Kristensen      | Nyrup Rasmussen IV                          | 23 février 2000   | 27 novembre 2001  |
|     | Henriette Kjær             | Fogh Rasmussen I                            | 27 novembre 2001  | 2 août 2004       |
|     | Eva Kjer Hansen            | Fogh Rasmussen I et II                      | 2 août 2004       | 12 septembre 2007 |
|     | Karen Jespersen            | Fogh Rasmussen III                          | 12 septembre 2007 | 7 avril 2009      |
|     | Karen Ellemann             | Løkke Rasmussen I                           | 7 avril 2009      | 23 février 2010   |
|     | Benedikte Kiær             | Løkke Rasmussen I                           | 23 février 2010   | 3 octobre 2011    |
|     | Karen Hækkerup             | Thorning-Schmidt I                          | 3 octobre 2011    | 9 août 2013       |
|     | Annette Vilhelmsen         | Thorning-Schmidt I                          | 9 août 2013       | 3 février 2014    |
|     | Manu Sareen                | Thorning-Schmidt II                         | 3 février 2014    | 28 juin 2015      |
|     | Karen Ellemann             | Løkke Rasmussen II                          | 28 juin 2015      | 28 novembre 2016  |
|     | Mai Mercado                | Løkke Rasmussen III                         | 28 novembre 2016  | 27 juin 2019      |
|     | Astrid Krag                | Frederiksen I                               | 27 juin 2019      | 15 décembre 2022  |
|     | Pernille Rosenkrantz-Theil | Frederiksen II                              | 15 décembre 2022  | 29 août 2024      |
|     | Sophie Hæstorp Andersen    | Frederiksen II                              | 29 août 2024      | en cours          |